# 劉奄
劉奄（1928年11月11日—1997年8月24日），越南薄寮人，華裔，前越南共和國軍隊上校，曾任邊和省省長兼小區長（tiểu khu trưởng）。

## 生平
1928年11月11日，劉奄出生於越南南部薄寮省永利郡。1953年6月1日入伍，加入越南國軍。曾擔任福隆省省長，後任邊和省省長。1975年4月春祿戰役期間，劉奄接受了英國廣播公司記者的採訪。1975年4月30日劉奄攜妻子兒女撤離越南。
1984年劉奄移民美國，並更名爲亨利·劉（Henry Luu）。1997年8月24日，劉奄在美國密西西比州比洛克西逝世。

## 榮譽
劉奄獲得的部分勳章和榮譽如下：
- 四等保國勳章
- 兩次全軍表彰
- 六次軍級表彰
- 五次團級表彰
- 兩次旅級表彰
- 二等彰美佩星
- 一等心理戰佩星
- 兩枚美國勳章和六枚法國勳章

## 外部鏈接
- Những Ngày Cuối Cùng Đời Binh Nghiệp .（页面存档备份，存于）
- Đại Tá Lưu Yểm（页面存档备份，存于）

| 政府职务      | 政府职务                               | 政府职务      |
| ------------- | -------------------------------------- | ------------- |
| 前任： 阮陽輝 | 福隆省省長兼小區長 1969年3月—1974年1月 | 繼任： 阮統成 |